# Jean-Pierre Boulard
Jean-Pierre Boulard (* 3. Dezember 1942 in Epernay) ist ein ehemaliger französischer Radsportler und nationaler Meister im Radsport. 

## Sportliche Laufbahn
Boulard begann 1959 Radrennen zu bestreiten. Zum Radsport hatte ihn sein älterer Bruder Rene animiert, der ebenfalls Rennen fuhr. Gemeinsam starteten sie für den Verein La Pédale Châlonnaise. 1965 feierte er mit einem Sieg bei dem traditionellen Amateurrennen von Paris nach Dreux einen ersten wichtigen Erfolg. 1967 gewann er dann das Meisterschaftsrennen der Amateure in Frankreich. Im Herbst startete er als Amateur beim Einzelzeitfahren Grand Prix des Nations und wurde dort Achter. 1968 erzielte er den größten Erfolg seiner Laufbahn mit dem Sieg bei der Tour de l’Avenir mit großem Vorsprung vor dem Zweitplatzierten. Zuvor war er beim Mannschaftszeitfahren der Olympischen Sommerspiele in Mexiko-Stadt an den Start gegangen. Das französische Team landete aber nur auf dem enttäuschen 15. Platz.
Am Ende der Saison 1968 hatte er 70 Siege in den Palmarès seiner Laufbahn stehen. 1969 hatte er mit der Teilnahme an der Internationalen Friedensfahrt und dem Angriff auf den Stunden-Weltrekord große sportliche Ziele.  Beides musste er jedoch durch eine Erkrankung verwerfen. In jener Saison gewann er dann allerdings einen weiteren Meistertitel, als er mit seinem Verein das Mannschaftszeitfahren im Rahmen der französischen Meisterschaft gewann. 1971 gelang ihm mit seinem Team der erneute Titelgewinn.
Von 1974 bis 1979 löste er eine Lizenz bei der Fédération sportive et gymnique du travail (FSGT), dem französischen Arbeitersportverband, der selbst als Veranstalter von Radrennen auftrat. Für diesen startend, gewann er 1975 auch den Grand Prix cycliste de L’Humanité, das wichtigste Radrennen des FSGT, an dem traditionell starke osteuropäische Mannschaften teilnahmen.
Boulard wurde auch zweifacher Meister der FSGT im Straßenrennen (1975 und 1976). Zum Ende der Saison 1976 beendete er seine Laufbahn.

## Berufliches
Boulard absolvierte eine Ausbildung zum Maler. In späteren Jahren war er als ehrenamtlicher Präsident seines Vereins tätig. 